# Sint-Pieters-Leeuw
Sint-Pieters-Leeuw (inoffizieller französischer Name: Leeuw-Saint-Pierre) ist eine belgische Gemeinde im Pajottenland in der Provinz Flämisch-Brabant. Sie umfasst die Teilgemeinden Sint-Pieters-Leeuw, Oudenaken, Ruisbroek, Vlezenbeek und Sint-Laureins-Berchem.

## Namensherkunft
Der Namensbestandteil -Leeuw stammt ab vom germanischen hlaiwa, was so viel wie "Hügel" bedeutet. Der Zusatz Sint-Pieters- verweist auf das Patrozinium der ursprünglichen Dorfkirche.

## Wappen
Die Farben Rot und Weiß sind eine Referenz an das rot-weiße Wappen von Köln. Der aufgerichtete rote Löwe ist ein Symbol des Stolzes und taucht bereits auf den früheren Siegeln des Leeuwer Gerichts auf. Dem ursprünglichen Wappen aus dem Jahre 1819 wurde bei der Fusion im Jahre 1977 noch der grüne Schlüssel als Symbol für Simon Petrus hinzugefügt, wobei die fünf Zähne für die fünf Teilgemeinden stehen.

## Geschichte

### Erste Erwähnung
Der älteste bekannte Text über Leeuw ist eine Schenkungsurkunde vom September 819, mit der eine Brabanter Dame namens Angela den Ort an das Kapitel von St. Petrus in Köln schenkte. Die damalige Fläche von Leeuw reichte laut der Schilderung in der Urkunde von Anderlecht und Dilbeek bis Halle und wurde begrenzt durch die Senne und die alte "Brabantsebaan". Damit umfasste Leeuw auch Itterbeek und Sint-Anna-Pede, die heute zu Dilbeek gehören. Über die Schenkerin Angela ist nicht viel bekannt. Es wird vermutet, dass sie eine Äbtissin aus Nivelles oder eine zur Schenkung bevollmächtigte Ordensschwester gewesen sein könne, doch taucht ihr Name in den Listen damaliger Äbte und Äbtissinnen nicht auf.
Das Kölner Kapitel behielt Sint-Pieters-Leeuw nicht lange. Die Grafen von Löwen, die sich im 11. Jahrhundert noch lediglich als "advocatus" der Kirchen ausgab, gingen bald über vom Beschützer zum Besitzer der Kölner Ländereien. Köln war hingegen viel zu weit weg um eine effiziente Verwaltung aufrechterhalten zu können. Nachdem die Gregorianischen Reformen Entwicklungen zur Beendigung der Abhängigkeit kirchlicher Einrichtungen von weltlichen Instanzen in Gang gesetzt hatten, schenkten die Grafen von Löwen Sint-Pieters-Leeuw an den Bischof von Cambrai, in dessen Besitz die Gemeinde bis zur Mitte des 16. Jahrhunderts blieb, bevor sie an das neu gegründete Bistum Gent überging.

### Mittelalter
Ab dem 12. Jahrhundert gehörte Leeuw den Herzögen von Brabant, nachdem es zuvor in der Zeit der Karolinger in der Gau Brabant gelegen hatte. Im 14. und 15. Jahrhundert war Leeuw ein relativ dicht besiedeltes Gebiet, insbesondere die heutigen Gemeinden Leeuw, Vlezenbeek, Itterbeek und Ruisbroek. Leeuw war damit zwar eine der größten Gemeinden Brabants, wurde aber trotzdem mangels Führungspersönlichkeiten nie zu einem bedeutenden Ort. Diese Umstände ermöglichten es den Herzögen von Brabant im Jahre 1236 Leeuw und Lennik zum Land von Gaasbeek zusammenzufügen, worüber anschließend die Grafen von Löwen herrschten.
Während des Mittelalters war Leeuw der Sitz eines wichtigen regionalen Gerichts, das die Rechtsprechung in Vlezenbeek, Sint-Laureins-Berchem, Oudenaken und Elingen (heute Teilgemeinde von Pepingen) ausübte. Es war ebenfalls Berufungsgericht für kleinere Schöffengerichte der Region.

### Die Herren von Leeuw

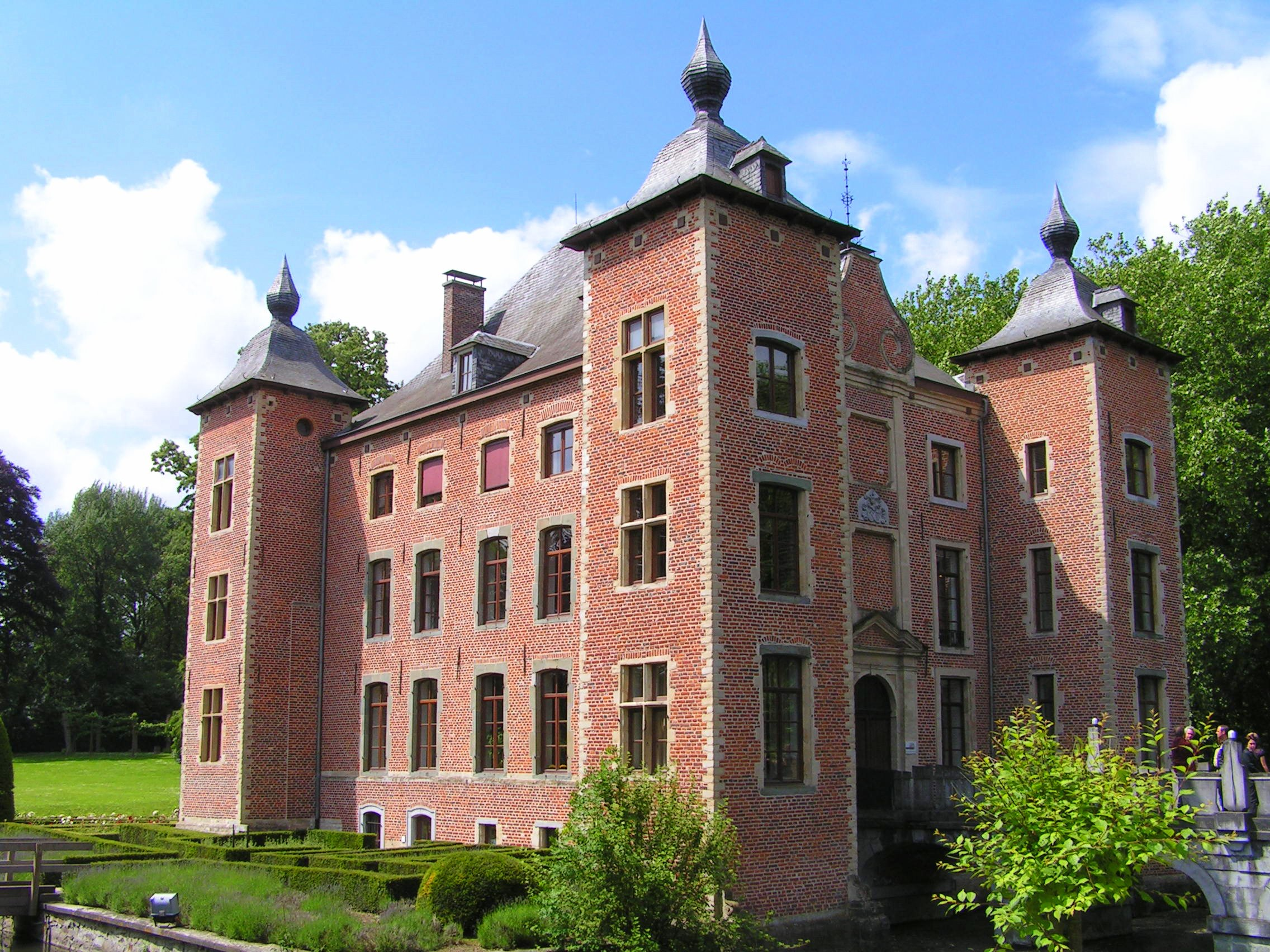
Schloss Coloma

Als das Land von Gaasbeek 1687 zerfiel, kam Sint-Pieters-Leeuw in den Besitz der Familie Roose, welche im Leeuwer Schloss residierte. Jean-Charles Roose, ein Kavalleriekapitän im spanischen Dienst, war der erste "Heer van Leeuw". Er wurde am 20. Dezember 1690 zum Baron von Sint-Pieters-Leeuw ernannt. 1704 starb er ohne Frau und Kinder zu hinterlassen und auch sein Bruder Ambroise starb 1720 unverheiratet. Baronie und Schloss gingen daher über an den jüngsten Bruder Philippe, der 1751 starb. Seine Tochter Eugénie († 1762) war verheiratet mit Charles Vital Alexandre Coloma (* 1718 in Mechelen, † 1758 in Brüssel), Kammerherr der Kaiserin Maria Theresia von Österreich. Coloma war zweifellos der bekannteste Bewohner des Schlosses, das seither "Schloss Coloma" genannt wird.
Da die Kinder Colomas alle sehr jung starben, fielen Schloss und Baronie an seine Nichte Rose-Alexandrine Coloma, selbst Baroness von Moriensart. Sie heiratete Graf van der Dilft, der später Bürgermeister von Brüssel wurde. Aus der Ehe gingen drei Kinder hervor, von denen der Älteste, Graf Jean-Marie-Joseph van der Dilft (1745–1831), als Baron von Sint-Pieters-Leeuw nachfolgte. Jean-Marie-Joseph van der Dilft war Kammerherr von Kaiser Joseph II. und anschließend von König Wilhelm I. der Niederlande.
Sein Sohn Graf Antoine van der Dilft war der nächste Baron von Sint-Pieters-Leeuw. 1870 heiratete er die neunzehnjährige Tochter eines niederländischen Ministers. Aus dieser Ehe ging nur eine Tochter hervor, die Gräfin Antoinette van der Dilft (1872–1947). Das Geschlecht van der Dilft starb mit ihrem Tode aus, da ihre Ehe mit Graf Albert de Limburg-Stirum kinderlos blieb. Nachdem der Graf in 1931 gestorben war, adoptierte Antoinette van der Dilft 1943 ihren Neffen Graf Thierry de Limburg-Stirum, seinerseits Bürgermeister von Huldenberg. Nach ihrem Tod übernahm er daher Titel und Schloss. Sein Nachfolger war einer seiner Söhne aus seiner Ehe mit Marie Prinzessin de Croy, Graf Christian de Limburg-Stirum. Er verkaufte das Schlossgelände schließlich an die Flämische Gemeinschaft und das Schloss an die Gemeinde Sint-Pieters-Leeuw.
In der französischen Zeit lag die Gemeinde im Dijledepartment, 1815 in der Provinz Süd-Brabant, 1831 in der Provinz Brabant und seit 1995 in der Provinz Flämisch-Brabant.

## Politik

### Stadtrat
- Vooruit-OpenVLD - CD&V: 9
- Groen: 1
- UF: 4
- N-VA: 16
- VB: 3

Nach der Wahl kam es zu einer großen Koalition aus NVA und Vooruit-OpenVLD - CD&V. 
 Sie kommen zusammen auf 25 der 33 Sitze.
- Vooruit: 5
- Vooruit-OpenVLD - CD&V: 9
- Groen: 6
- UF: 31
- Open VLD: 14
- CD&V: 29
- CDV – NVA: 13
- N-VA: 37
- VB: 10
- Sonst.: 1

- N-VA: 37
- UF: 31
- CD&V: 29
- Open VLD: 14
- CDV – NVA: 13
- VB: 10
- Vooruit-OpenVLD - CD&V: 9
- Groen: 6
- Vooruit: 5
- Sonst.: 1

## Bevölkerung
Sint-Pieters-Leeuw ist offiziell eine rein niederländischsprachige Gemeinde, beherbergt jedoch auch – vor allem in der Teilgemeinde Ruisbroek und im Viertel Negenmanneke – eine wichtige französischsprachige Minderheit.

## Bauwerke und Sehenswürdigkeiten
- der Ortskern rund um die gotische St. Pieterskirche
- das Wasserschloss Coloma, heute das Kulturzentrum der Gemeinde
- der international bekannte[1] Rosengarten mit über 3000 verschiedenen Rosenvarianten
- in Sint-Pieters-Leeuw steht das höchste Gebäude Belgiens, der Fernsehturm Sint-Pieters-Leeuw

## Söhne und Töchter der Stadt
- Jan van Ruysbroek (1293–1381), flämisch schreibender Theologe und Mystiker
- Johannes Malderus (1563–1633), fünfter Bischof von Antwerpen
- Roger van Overstraeten (1937–1999), Professor für Elektrotechnik, Begründer und erster Direktor des IMEC
- Paul Van Himst (* 1943), Fußballspieler und Trainer
- Hugo Maréchal (* 1955), Radrennfahrer
- Youri Tielemans (* 1997), Fußballspieler

## Partnerschaften
- Altenahr (Rheinland-Pfalz)